# جامعة موكاجيفا الحكومية
جامعة موكاجيفا الحكومية مؤسسة تعليم عالي أوكرانية، (بالأوكرانية: Мука́чівський держа́вний університе́т) هي جامعة تقع في زاكارباتيا أوبلاست، أوكرانيا. تأسست هذه الجامعة في سنة 2008